# Gli avventurieri della costa nera
Gli avventurieri della costa nera (Un mundo nuevo) è un film messicano del 1957, diretto da René Cardona.

## Trama
Risco e Mara abitano in una zona disabitata della costa nord-orientale del Messico. Un giorno salvano la vita a un giovane recuperandolo dalle acque in cui si era immerso. Si tratta di un ispettore al quale una compagnia di assicurazione ha dato l'incarico, prima di erogare il risarcimento previsto, di verificare le cause dell'affondamento del piroscafo "Paranà" avvenuto in circostanze poco chiare. A bordo di questa imbarcazione c'era anche il fratello di Risco, fidanzato con la ragazza, per cui i due decidono di collaborare con l'ispettore.
Durante le loro indagini, i tre vengono fatti segno ad attentati organizzati da una banda di malviventi, verosimilmente colpevoli dell'affondamento del "Paranà", ma la conferma arriva proprio durante un'immersione a grande profondità, in cui Risco e l'ispettore riescono a trovare le prove del crimine. La banda viene sgominata e l'ispettore, che si è innamorato di Mara, può unirsi a lei.